# Мечо грозде
Мечото грозде (Arctostaphylos uva-ursi) е вид растение от род Arctostaphylos (на гръцки: άρκτος – „мечка“; σταφύλι – „грозде“).

## Описание
Представлява вечнозелен храст с пълзящи клонки дълги 20 – 50 cm, с малки яйцевидни кожести листа, дълги 1 – 7 cm, със спирално жилкуване. Листата са разположени на къси дръжки спирално по вейките. На цвят отгоре са по-тъмни, а отдолу по-светло зелени, на вкус – стипчиви до слабо горчиви.
Листата на мечото грозде съдържат фенолните глюкозиди арбутин и метиларбутин, дъбилни вещества, урзолова киселина, флавоноиди.
Цветовете са с форма на камбанка, бели или бледо розови, на гроздове от 2 – 20 цвята, цъфтят през май-юни. Дават малки сферични червени плодчета, с по шест семена. Узряват през късното лято или есента.

## Разпространение
Среща се в почти цяла Европа и Северна Америка, без южните части. Вирее по сухи, каменливи места, както и в иглолистни гори. В България се среща във всички планини на надморска височина между 1500 и 2900 m.

## Приложение
Основното действие на мечото грозде е уроантисептично, което се дължи на съдържащите се арбутин и метиларбутин. Има и слабо диуретично действие. Прилага се в случаи на хроничен цистит и пиелит.
Приготвя се чай, като в 500 мл студена вода се изсипва 1 супена лъжица от дрогата /листа/, оставя се да кисне 8 – 12 ч и се вари 5 минути. След като кисне още 20 минути, се прецежда и се пие на 4 -5 интервала през деня. Трябва да се приема поне няколко месеца, за да се усети уроантисептичният му ефект.

## Химичен състав
Гликозиди (центаурин, цинарин, циабилни вещества), флавоноиди, хиперозид, кверцетин, кверцетирин, свободен хидрохинон, етерично масло, мирицитирин, мирецитин, органични киселини и др.